# Nhà Hán bành trướng xuống phía nam
Nhà Hán bành trướng xuống phía nam là một loạt các chiến dịch viễn chinh của quân đội nhà Hán tại vùng đất ngày nay là miền Nam Trung Quốc và miền Bắc Việt Nam. Cuộc nam chinh được khởi xướng từ thời nhà Tần trước đó và kế tục bởi nhà Hán. Các chiến dịch được tiến hành để chinh phục các bộ lạc Bách Việt, dẫn đến sự sáp nhập của Mân Việt vào năm 135 TCN, Nam Việt vào năm 111 TCN và Điền vào năm 109 TCN.
Văn hóa Hán bén rễ ở các vùng lãnh thổ mới bị chinh phục và các bộ lạc bản địa nơi đây bị đế quốc Hán đồng hóa hoặc bị bắt tản cư Bằng chứng về tầm ảnh hưởng của nhà Hán được thấy rõ qua các cổ vật khai quật tại các ngôi mộ Bách Việt ở miền nam Trung Quốc ngày nay. Cung cầu ảnh hưởng này cũng lan tỏa đến các vương quốc Đông Nam Á cổ đại khác, rồi từ sự tiếp xúc đó dẫn đến sự truyền bá văn hóa, thương mại và ngoại giao chính trị của người Hán. Nhu cầu về lụa Trung Quốc tăng cao dẫn đến sự hình thành của con đường tơ lụa kết nối châu Âu, Cận Đông và Trung Quốc.

## Bối cảnh

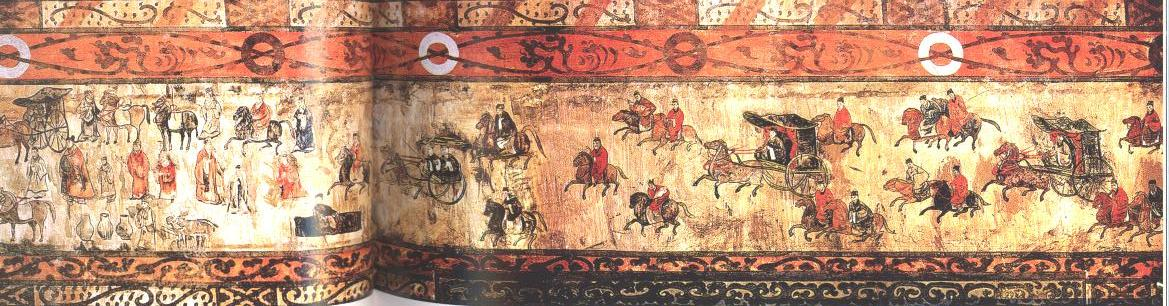
Bức tranh tường mô tả kỵ binh và xe ngựa, từ lăng mộ Đả Hổ Đình (打虎亭汉墓 (Dahuting Han mu (Đả Hổ Đình Hán Mộ))) triều đại Đông Hán (25-220 CN), ở Trịnh Châu, tỉnh Hà Nam, Trung Quốc

Các chiến dịch quân sự tấn công Bách Việt bắt đầu từ thời Nhà Tần. Tần Thủy Hoàng khao khát tài nguyên của Bách Việt và ra lệnh cho các cuộc viễn chinh xâm lược vùng đất này vào giữa năm 221 và 214 TCN. Ông gửi quân đội đánh Lĩnh Nam vào năm 214 TCN. Các đồn trú quân sự được dựng lên, Kênh Linh Cừ được đào và các vùng mới bị chinh phục được lập làm các quận. Sự sụp đổ của Tần dẫn đến sự tan vỡ của chính quyền ở miền nam Trung Quốc. Các tộc Bách Việt li khai khỏi Tần mà lập các nước độc lập.
Được hỗ trợ bởi quân đội Hán, Mân Việt được thành lập vào năm 202 TCN và Đông Âu năm 192 TCN sau khi nhà Tần sụp đổ. Triệu Đà, một vị tướng nhà Tần, đã thành lập Nam Việt vào năm 208 TCN sau cái chết của Tần Thủy Hoàng. Hán Cao Tổ, hoàng đế đầu tiên của nhà Hán, chấp thuận đế hiệu của Triệu Đà. Triệu Đà sinh ra tại Chính Định, miền Trung Trung Quốc, và giai cấp thống trị của Nam Việt gồm các quan chức nhà Tần cũ. Vào năm 180 TCN, Nam Việt trở thành chư hầu của nhà Hán, do tổ tiên của Triệu Đà vẫn thuộc ở phương Bắc.

## Sách tham khảo
- Gernet, Jacques (1996). A History of Chinese Civilization. Cambridge University Press. ISBN 978-0-521-49781-7.
- Chang, Chun-Shu (2007). The Rise of the Chinese Empire: Nation, State, and Imperialism in Early China, ca. 1600 B.C. - A.D. 8. Volume One. University of Michigan Press. ISBN 978-0-472-11533-4.
- Ebrey, Patricia Buckley (2010). The Cambridge Illustrated History of China. Cambridge University Press. ISBN 978-0-521-12433-1.
- Holcombe, Charles (2001). The Genesis of East Asia: 221 B.C. - A.D. 907. University of Hawaii Press. ISBN 978-0-8248-2465-5.
- Sima, Qian; Watson, Burton (1993). Records of the Grand Historian: Han Dynasty II. Translation and commentary by Watson. Columbia University Press. ISBN 978-0-231-08166-5.
- Lorge, Peter (2012). Graff, David Andrew; Higham, Robin D. S. (biên tập). A Military History of China. University Press of Kentucky. ISBN 978-0-8131-3584-7.
- Taylor, Keith Weller (1983). The Birth of Vietnam. University of California Press. ISBN 978-0-520-07417-0.
- Xu, Pingfang (2005). The Formation of Chinese Civilization: An Archaeological Perspective. Yale University Press. ISBN 978-0-300-09382-7.
- Xu, Zhuoyun (2012). Rivers in Time: A Cultural History of China. Columbia University Press. ISBN 978-0-231-52818-4.
- Watson, William (2000). The Arts of China to Ad 900. Yale University Press. ISBN 978-0-300-08284-5.
- Yu, Yingshi (1986). Denis Twitchett; Michael Loewe (biên tập). Cambridge History of China: Volume I: the Ch'in and Han Empires, 221 B.C. – A.D. 220. University of Cambridge Press. ISBN 978-0-5212-4327-8.